# Taku Sugimoto
Pour les articles homonymes, voir Sugimoto.
Taku Sugimoto (杉本 拓, Sugimoto Taku) est un guitariste japonais tourné vers l'improvisation libre et l'expérimentation musicale né à Tokyo, (Japon) le 20 décembre 1965.

## Biographie
Taku Sugimoto commence à jouer de la guitare lorsqu'il est lycéen. Il joue alors du rock et du blues. En 1985, Sugimoto co-fonde le groupe de rock psychédélique Piero Manzoni, dont les influences principales sont le Velvet Underground et MC5. Le groupe se dissout en 1988 et Taku Sugimoto en profite pour sortir son premier album solo Mienai Tenshi la même année.
En 1991 Taku Sugimoto commence à jouer du violoncelle et fonde avec le saxophoniste alto Hiroshi Itsui et le guitariste Michio Kurihara, Henkyo Gakudan. Le groupe est actif durant 2 ans et joue une musique proche de la musique de chambre mais à fort volume. Il revient alors vers la guitare en jouant au sein d'un groupe de rock psychédélique (Esprit) et rencontre Tetuzi Akiyama au sein du groupe d'avant-garde Hikyo String Quintet avec lequel il commence à jouer.
En 1994 Taku Sugimoto et Tetuzi Akiyama créé leur duo de guitare. À partir de ce moment, Sugimoto passe progressivement d'un son lourd fort à un son très calme, plein de silences. Le critique Bruce Russell décrit cette étape chez Sugimoto en ces termes: "Sugimoto est peut-être le plus grand styliste de la guitare [...]. Il apporte une main dorée à toutes les sessions auxquelles il prend part, ayant abandonné le bruit suramplifié au profit d'un style beaucoup plus introspectif et calligraphique.".
Au fil du temps, sa musique est devenue de plus en plus abstraite, moins mélodique et avec de longues périodes de silence. Avec d'autres musiciens japonais tels que Sachiko M, Toshimaru Nakamura et Yoshihide Ōtomo, il est à l'origine du mouvement musicale appelé l'Onkyo. Il collabore aujourd'hui avec des musiciens européens apparentés à l'improvisation libre, en particulier le tromboniste Radu Malfatti, le guitariste Keith Rowe ou avec des musiciens américains tels que le guitariste Kevin Drumm ou le guitariste et compositeur Michael Pisaro. Il gère le label de musique Slub Music depuis 1994 sur lequel il sort une partie de ses disques.